# Direction des affaires religieuses et des wakfs d'Alger
 (mai 2017).
- Si vous ne connaissez pas le sujet, laissez ce bandeau (vous pouvez alors contacter les auteurs).
- Si vous supprimez le contenu mis en cause (vous pouvez préalablement contacter les auteurs),

argumentez précisément cette suppression dans la page de discussion
(un manque de référence n'est pas un argument ; une recherche réelle de référence doit avoir été effectuée, être formellement documentée).
 (mai 2017).
Si vous disposez d'ouvrages ou d'articles de référence ou si vous connaissez des sites web de qualité traitant du thème abordé ici, merci de compléter l'article en donnant les références utiles à sa vérifiabilité et en les liant à la section « Notes et références ».
La Direction des affaires religieuses et des wakfs d'Alger (DARWA) est un établissement public algérien chargé de la gestion des mosquées algéroises dans le respect de la référence religieuse algérienne, placé sous la tutelle du ministère des Affaires religieuses et des Wakfs. Cette direction wilayale est basée à Alger.

## Historique
La Direction des affaires religieuses et des wakfs d'Alger (DARWA) a été renommée par le décret no 95-201 du 25 juillet 1995. Elle portait auparavant le nom de Nidhara des affaires religieuses d'Alger depuis la promulgation du décret exécutif n° 91-83 du 23 mars 1991 portant création de la Nidhara des affaires religieuses de la wilaya. Ce décret n° 91-83 de création a été modifié et complété par le décret exécutif n° 92-438 du 30 novembre 1992. Le directeur wilayal (DARW) s'appelait Nadher des affaires religieuses d'Alger.

## Missions

### Mosquées
Le DARW veille à la gestion des mosquées de la wilaya d'Alger pour permettre aux musulmans d'y faire leurs prières, de réciter le Coran et d'apprendre tout ce qui leur est bénéfique en matière de leur religion et de leur vie présente. Le DARW œuvre à faire de la mosquée une institution religieuse et sociale qui assure une mission de service public, et qui a pour objectif de promouvoir les valeurs de la religion musulmane. Puisque la mosquée est un bien wakf public qui ne relève que de l'État, le DARW est responsable de son intégrité, de sa gestion, de son indépendance dans l'accomplissement de sa mission et la concrétisation de ses
fonctions dans cette wilaya.

### Activités
Le DARW assure le bon déroulement de la vie spirituelle, éducative, scientifique, culturelle et sociale de la vie des fidèles dans la wilaya d'Alger. Les actes d'adoration consistent dans l'accomplissement de la prière, la récitation du Saint Coran, l'invocation d'Allah et la glorification de ses enseignements. La fonction éducative et pédagogique des services du DARW consistent dans l'organisation des cercles de récitation et de mémorisation du Saint Coran, et l'enseignement des psalmodies et de l'exégèse, l'apprentissage des sciences islamiques conformément aux programmes de l'école coranique. Le DARW organise des concours de récitation du Saint Coran, de psalmodie et de l'exégèse, ainsi que la mémorisation et l'interprétation de la Sainte tradition du Prophète, l'organisation de cours de soutien dans les différents paliers d'enseignement selon les programmes en vigueur dans les établissements de l'éducation et de l'enseignement, la contribution à l'organisation des cours d'alphabétisation, la sensibilisation des pèlerins et la dispense de cours de morale et d'éducation religieuse et civique.

### Culture
Le DARW promeut la fonction culturelle de son département qui consiste à l'organisation de conférences et séminaires pour la diffusion et la vulgarisation de la culture islamique, la commémoration des fêtes et cérémonies religieuses et nationales, la promotion des bibliothèques de mosquées et leur gestion pour en tirer le meilleur profit, l'organisation d'expositions consacrées au livre et aux arts islamiques et l'organisation de concours culturels.

### Orientation
Le DARW développe l'orientation qui consiste à ordonner le bien et à proscrire le mal, à renforcer l'unité religieuse et nationale par l'orientation et la prédication religieuse, à préserver la société contre les idées fanatiques, extrémistes et exagérées, à enraciner et consolider les valeurs de tolérance et de solidarité au sein de la société, à lutter contre la violence et la haine et à contrer tout ce qui pourrait porter atteinte au pays.

### Action sociale
Le DARW participe à la fonction sociale qui consiste au règlement des différends entre les citoyens, au développement du sens civique, de l'esprit citoyen et de la solidarité sociale, à la protection de la société des fléaux sociaux, à la contribution aux campagnes sociales, nationales et locales, à la protection de l'environnement, aux campagnes de sensibilisation sanitaire en coordination avec les services compétents, au développement de la Zakat et de l'action de constitution des wakfs.

### Affichage
Le DARW veille à ce que les brochures et les dépliants déposés sur les étagères des mosquées algéroises soient homologués et mis en conformité par la tutelle des affaires religieuses dans la wilaya d'Alger. Les affiches placardées sur la devanture des mosquées et sur les murs intérieurs de l'enceinte doivent porter le cachet de l'imam.

## Architecture
La DARW veille à ce que l'architecture des mosquées algéroises suivent le modèle maghrébin dans la wilaya d'Alger. Le minaret carré, qui est caractéristique des mosquées algéroises, a ses proportions dans un rapport de un (en largeur) pour quatre (en hauteur). Ces minarets carrés, dont il n'existe pas deux semblables, comportent plusieurs étages de salles superposées. Celles-ci sont éclairées par des fenêtres ornées extérieurement d'un décor géométrique en relief qui crée, à l'intérieur, des jeux d'ombre et de lumière. La DARW veille aussi à ce que le mihrab des mosquées algéroises soit situé au milieu du mur de la qibla et qu'il soit décoré avec deux colonnes et une arcature selon le style maghrébin. La niche du mihrab doit bien indiquer la qibla, c'est-à-dire la direction de la kaaba à La Mecque vers où se tournent les musulmans pendant la prière.

## Calendrier cultuel
La DARW œuvre à la conception du calendrier cultuel des rites musulmans dans la wilaya d'Alger. La Salat, la Zakat, le Saoum et le Hadj sont référencés sur le calendrier lunaire. Ce calendrier musulman composé de 12 mois lunaires permet de pratiquer les piliers de l'islam. C'est ainsi que le calendrier horaire du Ramadan dans la wilaya d'Alger est calculé dans une précision certaine. La nuit du doute du Ramadan et de Aïd el-Fitr est prise en charge par l'antenne algéroise de la Commission nationale d'observation du croissant lunaire, relevant du Ministère des Affaires religieuses et des Wakfs, en collaboration avec le Centre de recherche en astronomie, astrophysique et géophysique (CRAAG),. La vue du croissant lunaire du mois de Ramadan s'opère  dans le respect des règles de l'astronomie arabe. Ce croissant du Ramadan ainsi que le croissant de Aïd el-Fitr délimitent le début et la fin du mois de Ramadan. Le Sahur, le Saoum et l'Iftar des jeûneurs du Ramadan dans la wilaya d'Alger sont quotidiennement réglementés par le calendrier musulman.

## Adhan
La DARW veille à ce que l'Adhan dans les mosquées algéroises soit scandé et modulé selon le rite sunnite malikite. Cet Adhan peut être entendu dans tous les recoins de la wilaya aux heures des cinq  prières de la journée. L'Adhan algérois porte une rime andalouse qui lui donne son cachet authentique. Il s'agit d'une annonce publique comportant des phrases définies, sous la forme d'une récitation qui communique publiquement les heures de prière. L'Adhan sunnite malikite impose au muezzin que la formule du takbir Allahu akbar soit répétée seulement 2 fois au début de l'appel à la prière, alors que d'autres rites pratiqués dans d'autres pays musulmans optent pour une répétition de 4 fois. L'Iqama utilise aussi la formule du takbir Allahu akbar répétée seulement 2 fois à son début.

## Salat
La DARW veille à ce que les Imams des mosquées algéroises ne prononcent pas le Douâa El Istiftah, avant la récitation de Sourate Al-Fatiha, qui n'est pas intégré dans la tradition sunnite malikite algérienne. Il suit aussi de près la non application de Djalsate El Istiraha par les [imams avant de se relever du second Soudjoud de chaque Rak'ah.

## Coran
La DARW veille à ce que les livres du Coran dans les mosquées algéroises soient protégés contre la détérioration], le sacrilège et le vol. L'imam dresse un inventaire du fonds coranique de la mosquée et l'adresse périodiquement à sa tutelle. La maintenance et la réfaction de la couverture de chaque livre saint sont prises en charge sur les finances propres de la mosquée. Une commission d'inspection fait sa tournée sur les centaines de mosquées algéroises pour s'enquérir de l'état du fonds documentaire dans chaque édifice religieux. Ne sont tolérés que les livres saints selon la lecture de Warsh d'après Nafi‘ al-Madani sur les étagères des mosquées algéroises à raison de 80 % du fonds documentaire, alors que les 20 % restants seront répartis sur les autres lectures du Coran. La lecture de Hafs après asim ibn Abi al-Najud et celle de Warsh d'après Nafi‘ al-Madani auront une priorité dans la présence dans ce quota varié de seulement 20 % de livres saints coraniques dans les mosquées algéroises.

## Psalmodie coranique
La DARW veille à l'organisation des cercles de psalmodie collective et de mémorisation du Coran dans les mosquées algéroises. Cette psalmodie collective du Coran s'opère selon les règles du Tadwir, du Tahqîq, du Hadr, du Tartil et du Tajwid. Ces cercles de récitation coranique doivent veiller à une prononciation correcte, une vitesse moyenne de la parole, une connaissance de la lecture de Warsh] d'après Nafi‘ al-Madani, l'adoption des règles phonétiques appropriées et la connaissance des modes de récitation. Les étudiants des Instituts relevant du Ministère des Affaires religieuses et des Wakfs peuvent participer à promouvoir la psalmodie collective dans les mosquées algéroises. Cette psalmodie collective s'invite quotidiennement avant les deux prières du Dhohr et du Asr, ainsi qu'après celle du Maghrib.

## Djoumouâa
La mosquée est ouverte de bonne heure dans la matinée de chaque vendredi pour permettre aux fidèles d'affluer tôt vers ce lieu de culte. La salle de prière est alors encensée et la salle des ablution]est préparée pour accueillir les musulmans. Salat El Djoumouâa, qui est un séminaire hebdomadaire, est précédé par un premier Adhan suivi par une causerie religieuse, d'une durée de plus de 20 minutes, dispensée en arabe littéraire, en langue berbère ou en dialecte local. Cette causerie] religieuse, dans le respect de la référence religieuse nationale sunnite malikite, est suivie par le second Adhan avant lequel l'imam prédicateur monte sur le minbar. Le DARW veille à ce que les imams prédicateurs portent le bâton sur le minbar lors des deux prêches de Salat El Djoumouâa en conformité avec le rite sunnite malikite en vigueur en Algérie. Le minbar en bois], que l'on peut déplacer, est la norme dans les mosquées algéroises malgré l'introduction récente du modèle du minbar encastré. Ce minbar] est un escabeau servant de chaire d'où l'imam khatib fait sa khutba lors de la Salat El Djoumouâa chaque vendredi dans chaque mosquée algéroise. Les deux Rakaâtes de Salat Djoumouâa doivent être récitées suivant la lecture de Warsh après Nafi‘ al-Madani qui est la lecture du Coran en vogue en Algérie depuis 12 siècles.

## Ramadan
Le DARW veille aux préparatifs et à la gestion des affaires religieuses durant le mois sacré de Ramadan. Il s'assure de la disponibilité de suffisamment de récitateurs de Coran pour assumer la prière des Tarawih pour toutes les mosquées de la wilaya d'Alger. Il veille à ce que tous les récitateurs suivent la lecture du Coran. Les inspecteurs de la DARW suivent le calendrier de l'Adhan durant tout le mois du jeûne musulman, surtout pour les deux prières du Sobh et du Maghrib afin que les muezzins préservent la justesse du culte des fidèles. La DARW collabore avec le croissant rouge algérien pour collecter les dons alimentaires afin de distribuer le Couffin du Ramadan aux nécessiteux. À la fin du mois de Ramadan, la DARW gère avec les imams la collecte de la Zakat al-Fitr pour sa distribution sur les ayants droit. La prière de Aïd el-Fitr est organisée dans les mosquées ou les places publiques en collaboration avec les hôpitaux et les pompiers.

## Cimetières

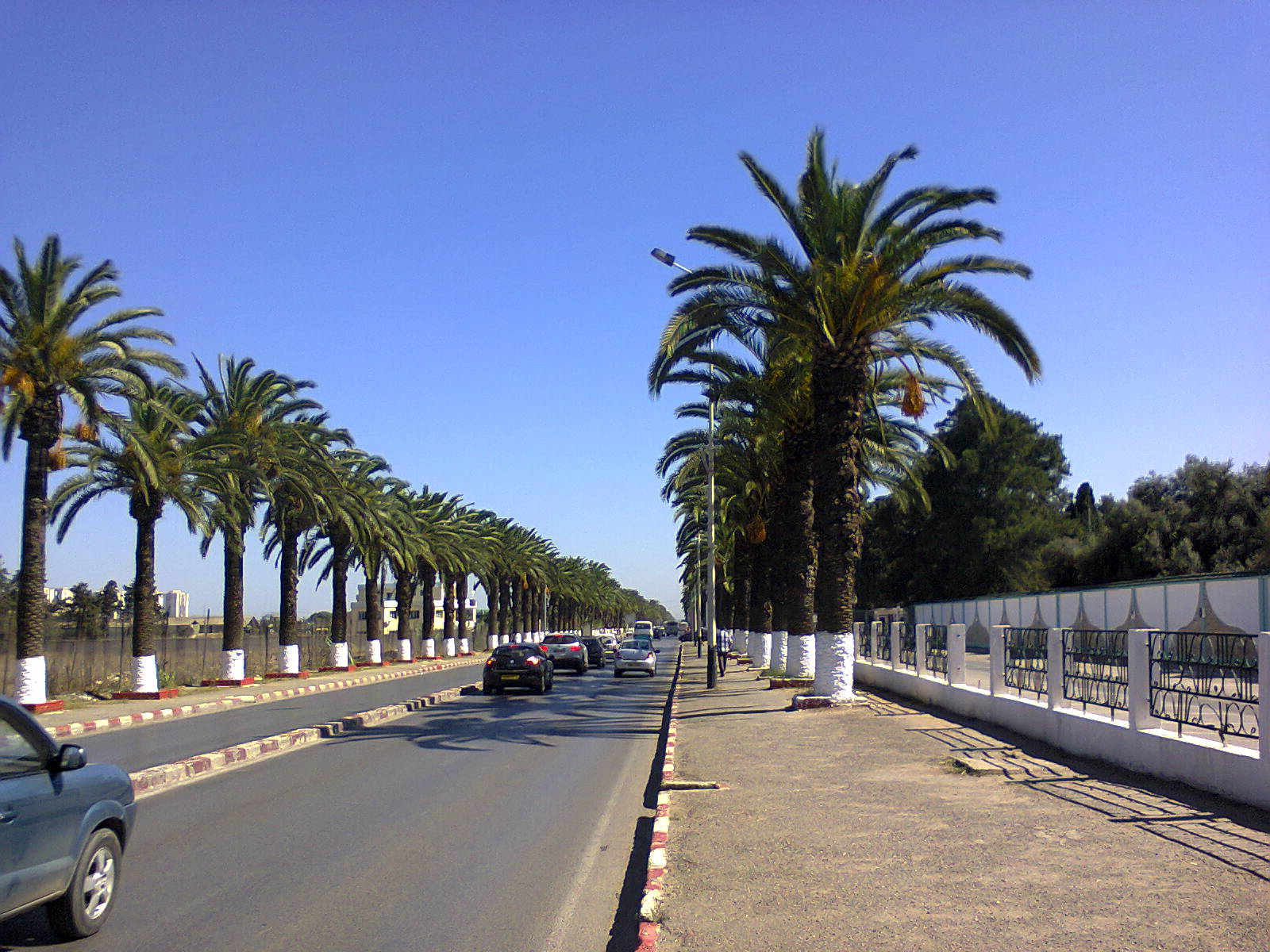
Cimetière d'El Alia.

La DARW veille à la gestion des cimetières dans le périmètre de la wilaya d'Alger. En 2015, il y avait 126 cimetières algérois. Ces cimetières sont pris en charge techniquement par l'Établissement de gestion des pompes funèbres et des cimetières (EGPFC) de la wilaya d'Alger,,. Plus de 40 nouveaux cimetières sont en cours de création à Alger en 2016, alors que plus de 30 anciens cimetières vétustes sont en voie de réaménagement. Le cimetière d'El Alia, doté de deux morgues, est le plus connu des cimetières algérois,,,.

## Galerie

### Mosquées

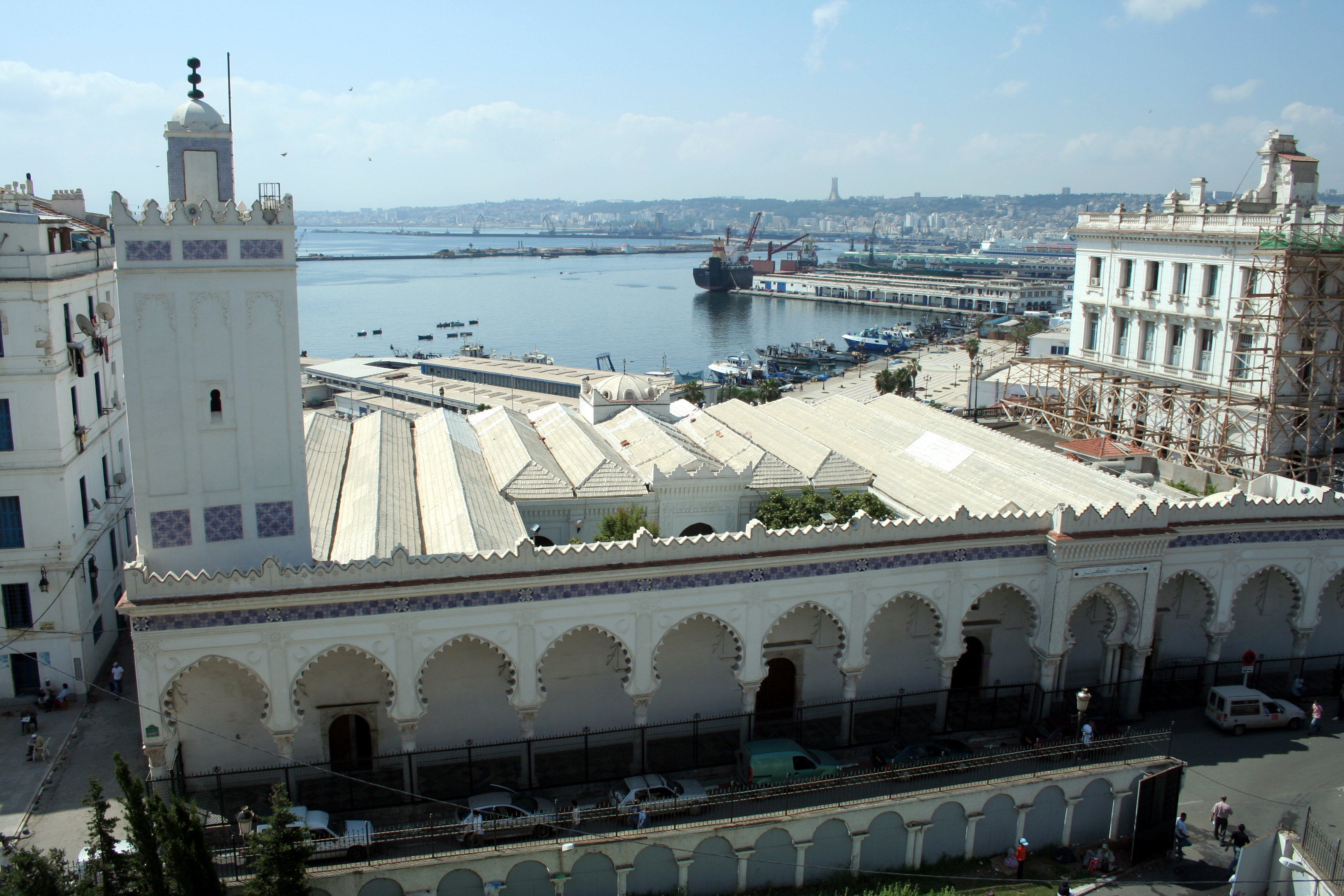
Djamâa El Kebir
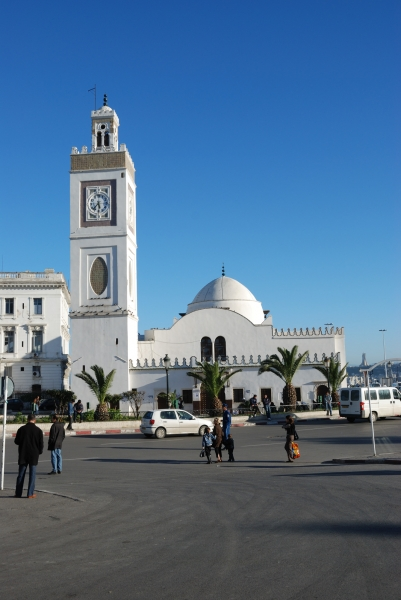
Jamaa al-Jdid
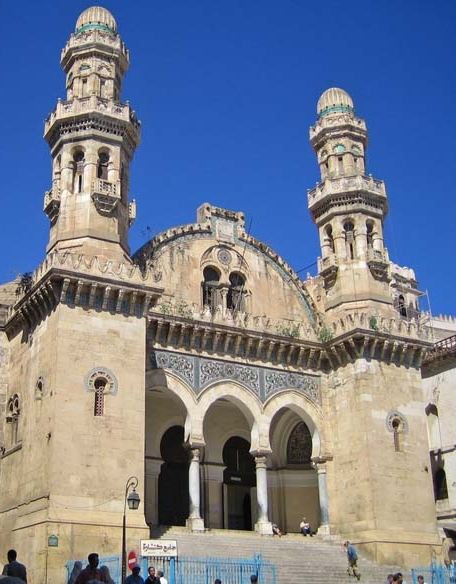
Mosquée Ketchaoua
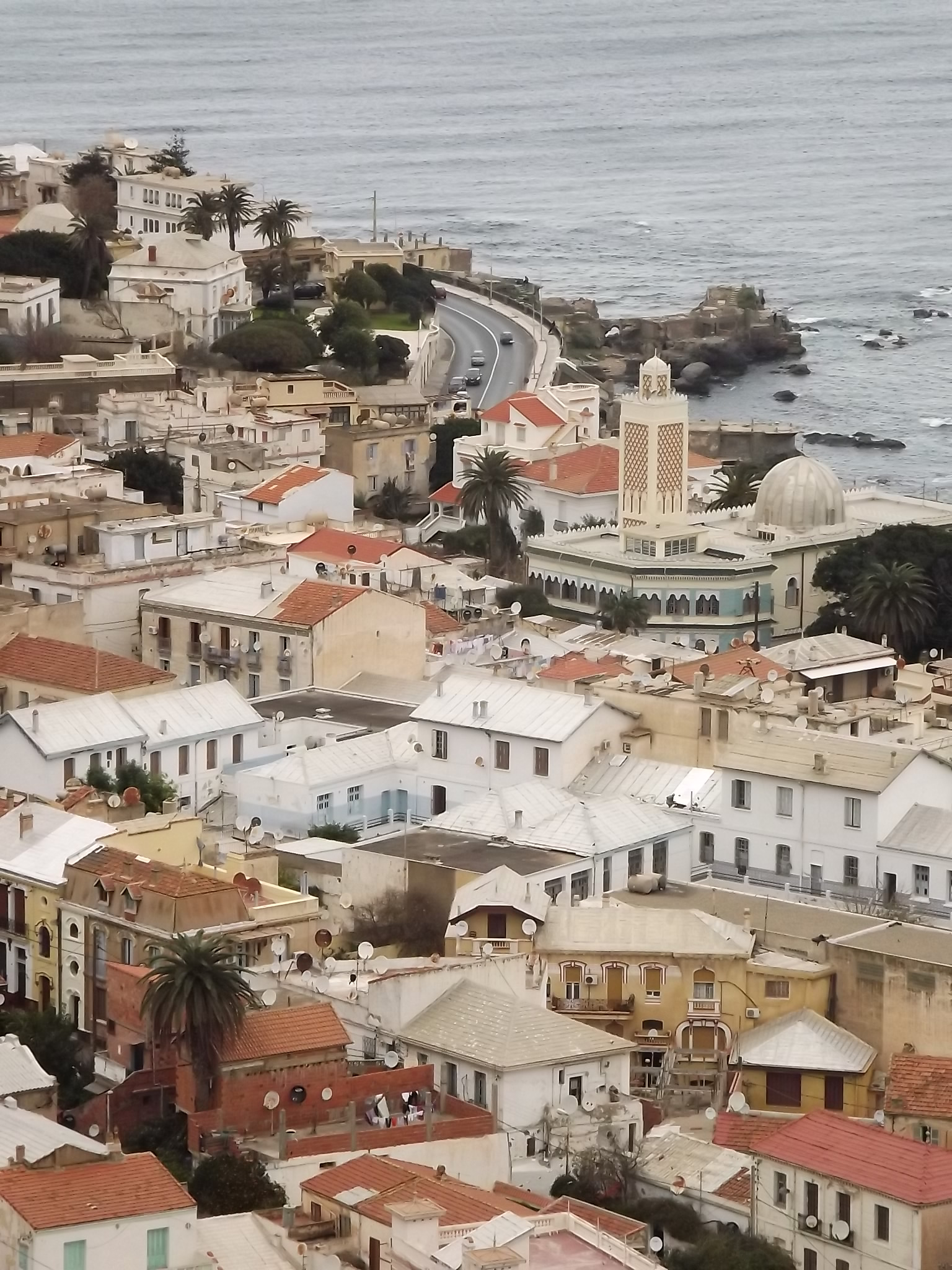
Mosquée El Oumma

### Mausolées

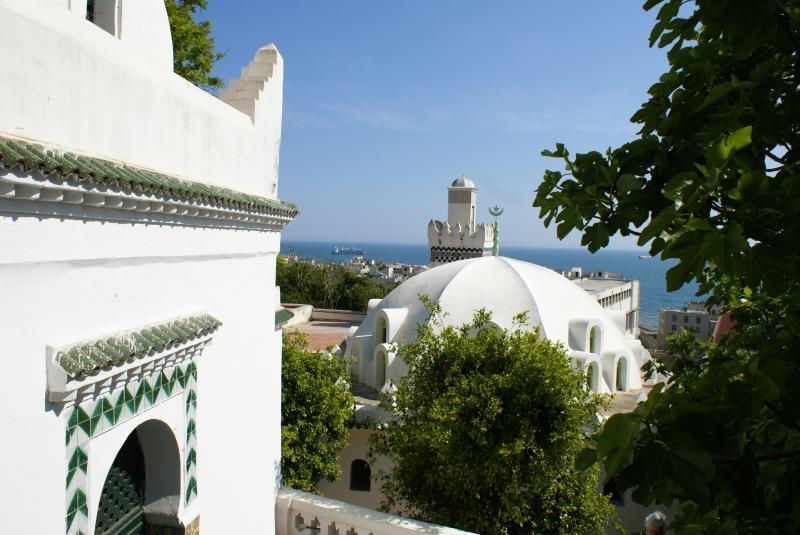
Sidi Abderrahmane ben Mohamed ben Makhlouf At-Thaalibi
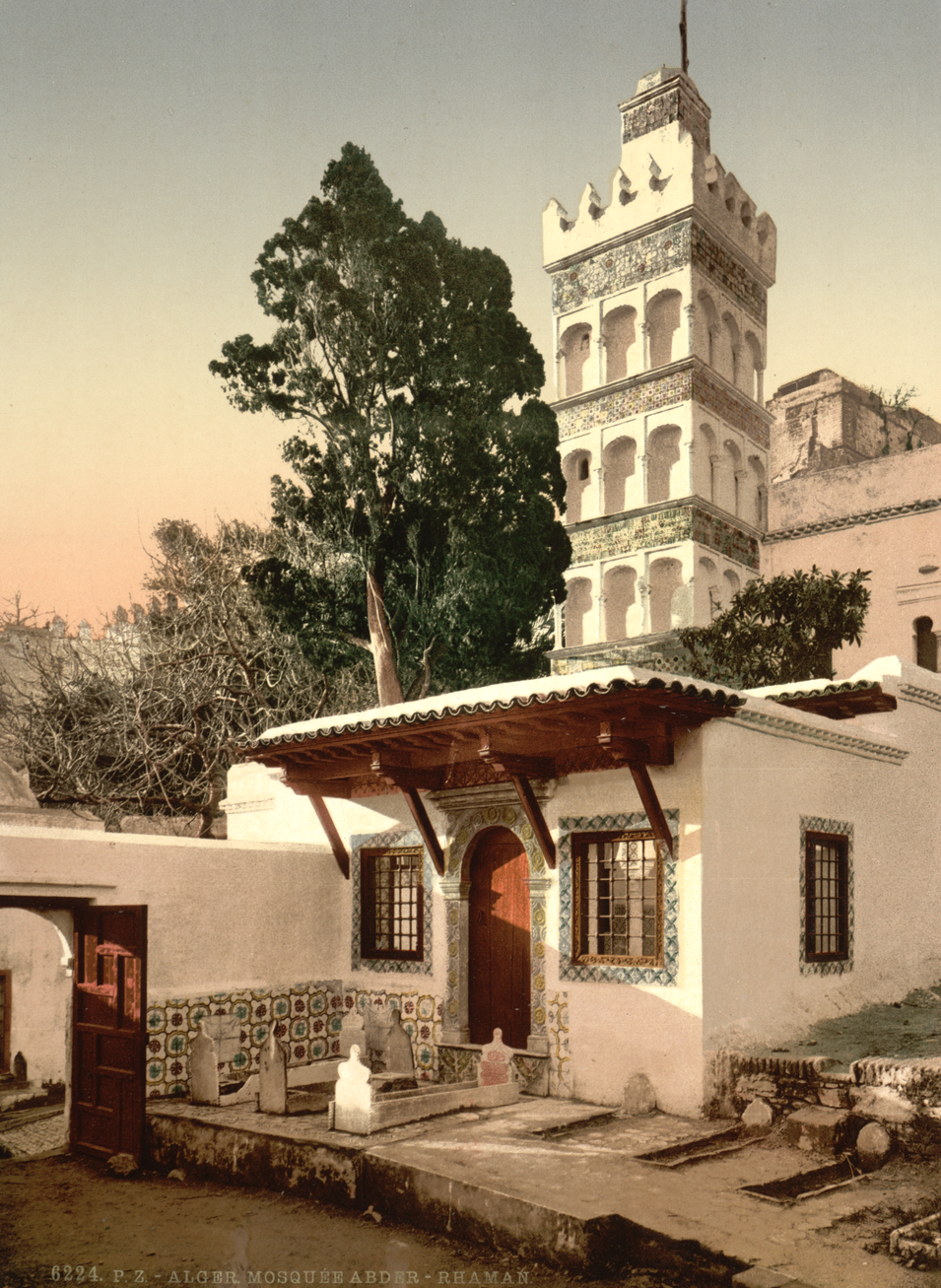
Sidi M'hamed Bou Qobrine
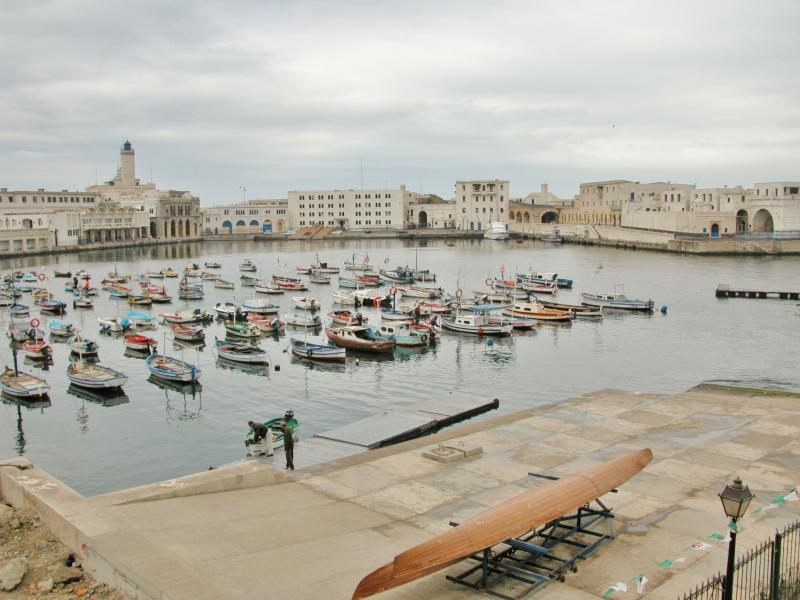
Sidi Brahim El Bahri

## Budget
Le budget de la DARW est prescrit sur les finances de l'État algérien ainsi que sur l'apport des donateurs.